# La Vengeance sans visage
Pour plus de détails, voir Fiche technique et Distribution.
La Vengeance sans visage est un téléfilm franco-belge écrit et réalisé par Claude-Michel Rome,  et diffusé pour la première fois en Belgique le 18 décembre 2022 sur La Une, en Suisse le 6 février 2023 sur RTS Deux et en France le 11 février 2023 sur France 2.
Cette fiction est une production d'Aubes Productions, La Fabrique, France Télévisions, Be-FILMS et la RTBF (télévision belge),,, avec la participation de la Radio télévision suisse (RTS).

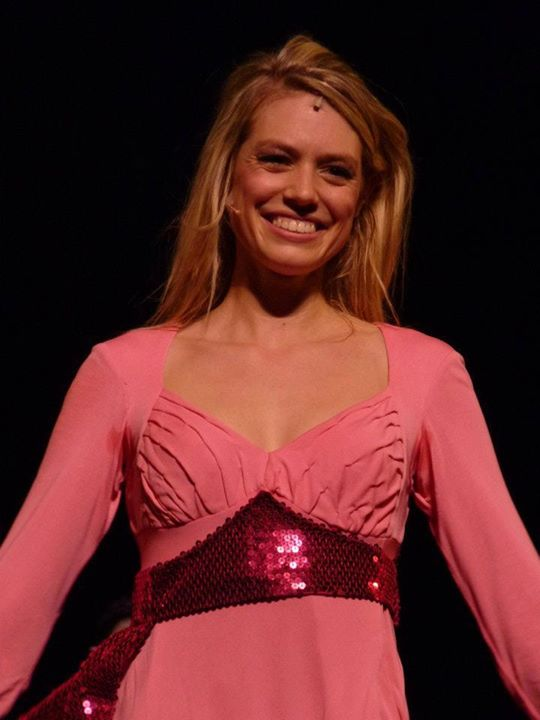
Aurore Delplace.

## Synopsis
La vie de Marie, cadre dans un aéroport, bascule quand, au cours d'un rafting, elle fait la rencontre de Maxime. Elle ignore que ce passionné de parachutisme braque des transports de fonds dans des aéroports. Pour s'assurer de son silence, une autre membre du groupe sabote son parachute. Une chute de 3000 mètres l'envoie à l'hôpital pendant 1 an. Sa joie de vivre est partie et Marie est allée vivre dans la maison de ses parents. Un an plus tard, elle croise ses anciens bourreaux qui la croient morte. Elle n'a alors qu'une envie : se venger. Elle les attire vers un nouveau braquage. C'est alors que Luc, officier de la BRI, se fait passer pour un auxiliaire de vie auprès d'elle dans l'espoir de remonter jusqu'aux braqueurs.

## Distribution
- Philippe Bas : commandant Luc Ferraz
- Aurore Delplace : Marie-Alice Delorme
- Anna d'Annunzio : Sofia Mornas
- Satya Dusaugey : Maxime Weber
- Martine Chevallier : Fabienne Mornas
- Samia Sassi : Yasmine El Asna
- Bruno Raffaelli : Louis Mornas
- Philypa Phoenix : lieutenante France Pleven
- Christian Bergner : Maurice-Gilles Barthes (Momo)
- Vincent Descols : Éric
- Marine Descols : Malou
- Marion Manca : Léa Tellier
- Anna Ravel : Lola
- Sylvie Granotier : Marchand

## Production

### Tournage
Le tournage se déroule du 20 avril au 16 mai 2022 dans les départements français des Hautes-Alpes (Durance) et des Bouches-du-Rhône en région Provence-Alpes-Côte d'Azur,.
« Champion du monde de wingsuit base et précurseur des vols à proximité du relief, Vincent Descols enseigne la discipline à Tallard et a donc été approché par Aubes Productions pour les cascades en parachute. En compagnie de sa femme, son implication a été bien plus importante que prévu. « Nous avons doublé nos propres rôles car ils ont décidé de nous recruter comme acteurs de ce film », précise Vincent Descols ».

### Fiche technique
Sauf indication contraire, les informations mentionnées dans cette section peuvent être confirmées par les bases de données cinématographiques IMDb et Allociné,  présentes dans la section « Liens externes ».
- Titre français : La vengeance sans visage
- Genre : Drame, Policier
- Production : Antoine Perset
- Sociétés de production : Aubes Productions, La Fabrique, France Télévisions, Be-FILMS et la RTBF (télévision belge)[3],[4]
- Réalisation : Claude-Michel Rome[1],[2],[4],[5]
- Scénario : Claude-Michel Rome[3],[1],[2],[4],[5]
- Musique : Frédéric Porte
- Décors : Denis Bourgier
- Costumes : Isabelle Sitbon
- Photographie : Alain Ducousset[6]
- Son : Stéphane Belmudes
- Montage : Martine Armand
- Maquillage : Valérie Carret
- Pays de production :  France /  Belgique
- Langue originale : français
- Format : couleur
- Durée : 90 minutes[3],[5]
- Dates de première diffusion :
  - Belgique : 18 décembre 2022 sur La Une[7]
  - Suisse : 6 février 2023 sur RTS Deux
  - France : 11 février 2023 sur France 2

## Accueil

### Diffusions et audience
En Belgique, le téléfilm, diffusé le 18 décembre 2022 sur la Une, est regardé par 232 487 téléspectateurs. Par la suite, il est diffusé sur Auvio à partir du 18 décembre 2022. L'audience tous écrans sur 7 jours est de 266 676 téléspectateurs et de 23,4 % de part de marché.

### Accueil critique
Pour Alexandre Letren, du site VL-Media, « la proposition faite ici tranche avec les habituels polars de la 3 du samedi soir et devrait sans doute faire passer un bon moment aux spectateurs. Philippe Bas s'inscrit dans un registre qui lui va pour le coup très bien – le héros du film d'action – et il lui donne sa force et son charisme, façon héros à l'ancienne. Le comédien confirme sa stature et il tient pour le coup un genre dans lequel il est un peu seul à la télévision ».
Alexandre Letren émet cependant de fortes réserves : « S'il est vraiment louable de faire venir l'action et les concepts d'ordinaire cantonnés au cinéma – l'action, les cascades – il faut comprendre que cela demande deux choses : du temps et des moyens. Même le meilleur des réalisateurs aura du mal à faire des miracles quand il doit monter un film avec des cascades en moins d'un mois. Dès lors, les incrustations se voient plus et les moments d'intensité raccourcis comme ici où le final est quand même très vite expédié malheureusement. Claude-Michel Rome maîtrise sans doute moins bien qu'un Julien Séri les codes du film d'action et est sans doute plus habitué à une réalisation plus traditionnelle ».